# LY75
Лимфоцитарный антиген 75 (англ. Lymphocyte antigen 75, LY75; CD205) — мембранный белок, рецептор. Продукт гена человека LY75.

## Функции
LY75 действует как рецептор эндоцитоза, который направляет антигены из внеклеточной среды в специализированный антиген-процессирующий компартмент. Снижает пролиферацию B-лимфоцитов.

## Структура
LY75 является крупным белком, состоящим из 1722 аминокислот, молекулярная масса — 198 кДа. Включает сигнальный пептид, цистеин-обогащённый домен, фибронектиновый домен II типа, 10 участков, распознающих углеводные остатки, трансмембранный домен и цитоплазматический домен.

## Тканевая специфичность
Белок экспрессирован в селезёнке, вилочковой железе, толстом кишечнике и лимфоцитов периферической крови. Обнаружен также на миелоидных клетках и B-лимфоцитарных раковых клетках.